# Urucungo
Urucungo é um livro de poesias escrito por Raul Bopp e publicado em 1932.